# 青衣游泳池

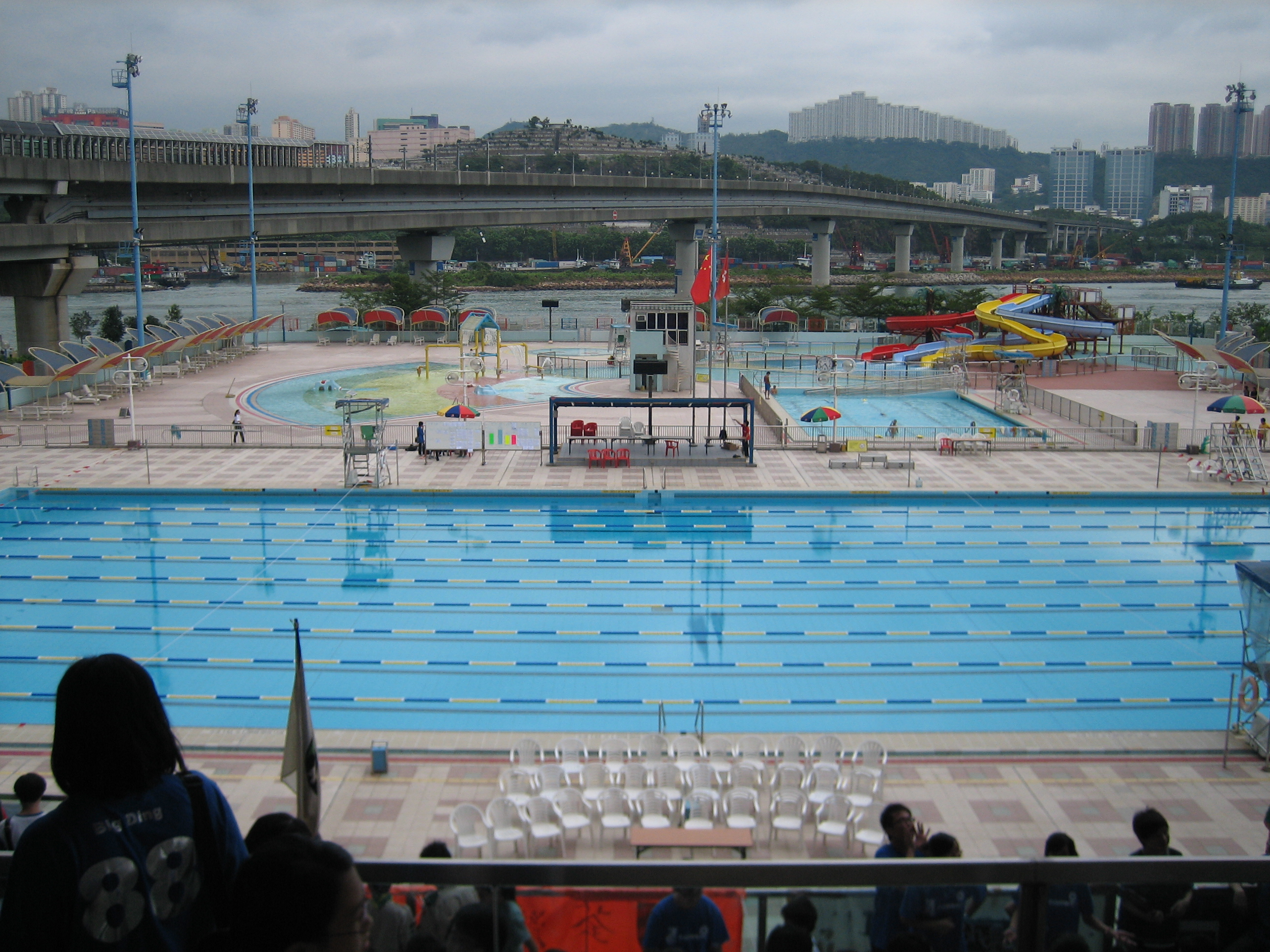
青衣游泳池內部

青衣游泳池（英語：Tsing Yi Swimming Pool）是一個位於香港新界青衣島青敬路的游泳池，於1996年落成，由康樂及文化事務署管理。
青衣游泳池佔地1.76公頃，屬葵青區內的4個公眾泳池之一，其餘兩個為葵盛游泳池及北葵涌賽馬會游泳池，同時亦是區內使用人數最多的游泳設施，以及最早備有家庭更衣室設施的游泳池之一。

## 社區地位
青衣游泳池是青衣島上其中一個公眾泳池，自1996年啟用後一直成為該區市民主要前往的公眾泳池。
有區議員曾提出將青衣游泳池改建成暖水泳池，好令市民能於冬天時亦能使用，但康文署指出暖水泳池需增建鍋爐，涉及龐大改裝費用，並建議如有需要可轉往鄰近地區附有暖水泳池的荔枝角公園游泳池、深水埗公園游泳池及城門谷游泳池。
另一方面，由於東涌新市鎮發展迅速，已有接近8萬人口（2006年），然而政府在規劃時卻過分死板執行《香港規劃標準與準則》的人口比率，忽略東涌位置遠離其他社區的情況，致使東涌的公共社區設施嚴重不足；康文署曾在2006年夏天曾舉辦「跳出東涌齊暢泳」游泳同樂日，安排旅遊巴士免費接載東涌居民往返青衣游泳池及其他鄰近地區的游泳池，以舒緩問題至東涌游泳池的落成。一直至《2006至2007年施政報告》的推出，政府才決定興建東涌游泳池，目前已於2011年竣工並啟用。

## 場內設備
青衣游泳池的設施包括一個符合國際標準的50米標準游泳池、訓練池（習泳池）、嬉水池、幼童池、3條滑水梯、電子計分板、家庭更衣室，以及設有974個座位的觀眾席。
此外，游泳池亦設有一附屬餐廳，早在泳池開放時曾公開招標開放營運，後來卻因當時的區域市政總署指在檢討青衣游泳池開設餐廳服務時，有泳客認為在該泳池設置自動飲品售賣機或小食亭已符合需要，加上該鄰近社區已有多家食肆，故此將餐廳地方改為訓練班講座、多用途活動室用途，或讓學校辦水運會時可作指揮中心。及後，該位置改建成新生餐廳，由新生精神康復會的學員提供餐飲服務，以協助他們重新投入社會。

## 開放時間
| 夏季開放時間表（4月至10月）                                                                                | 夏季開放時間表（4月至10月） | 夏季開放時間表（4月至10月） |
| --- | --------------------------- | --------------------------- |
| 第一節：上午6時30分至中午12時                                                                              | 第二節：下午1時至6時00分    | 第三節：晚上7時00分至10時   |
| 暫停開放時間：中午12時至下午1時及下午6時00分至7時00分                                                      |                             |                             |
| 配合每年維修工程的暫停開放時間                                                                             |                             |                             |
| 11月1日至翌年3月31日                                                                                       |                             |                             |
| 每周大清潔行動                                                                                             |                             |                             |
| 本公眾游泳池逢星期四進行一次大清潔行動，時間為上午10時至第二節開放時段完結為止，而泳池會於同日第三節重開。 |                             |                             |

## 附近公共設施
青衣游泳池北鄰青衣站及青衣城，南面為青衣運動場，西側與青衣公園以青敬路相隔，而東面則為藍巴勒海峽一段的青衣海濱公園，從而使青衣游泳池與區內的公共康樂設施形成聯繫。
鄰近公共設施列表：
- 青衣城
- 青衣站
- 青衣公園
- 青衣運動場
- 青衣綜合大樓
- 青衣海濱公園

## 外部連結
- 康樂及文化事務署－青衣游泳池 （页面存档备份，存于）